# Metellina segmentata
Metellina segmentata một loài nhện trong họ Tetragnathidae phân bố Palaearctic. Nó cũng đã được du nhập đến Canada.
Con trưởng thành lớn có thể được tìm thấy từ tháng tám-tháng mười. Những con nhện thích môi trường sống mở (cạnh của gỗ, hoặc vườn) và thuộc loài nhện thường thấy nhất trong các loài nhện dệt quả cầu.
Mạng nhện hầu hết được xây dựng trên mặt đất thấp. Nhện nằm ở trung tâm trong ngày hầu hết thời gian. Đôi khi, chúng trốn ở cạnh con mồi.